# Хоум Банк
Хоум Банк (или ХКФ банк)  — бывший российский коммерческий банк, один из лидеров российского рынка потребительского кредитования. Главный офис — в Москве. Закрылся 7 апреля 2025 года путём присоединения к Совкомбанку.

## История
Банк основан в 1992 году под названием «Инновационный банк Технополис». В 2002 году состоялась сделка по покупке «Инновационного Банка Технополис» группой Home Credit. 16 июля того же года был выдан первый кредит под брендом Home Credit в России. В том же году были открыты первое представительство и первая торговая точка.
В 2003 году банк заключил договор о партнёрстве с «Эльдорадо» и начал географическую экспансию. В 2004 году банк выпустил первую кредитную карту и получил первую прибыль по итогам года. Точки продаж «Хоум Кредит» были открыты во всех федеральных округах России, за исключением Дальнего Востока. В 2005 году банк открыл первый кредитно-кассовый офис и выдал первый кредит наличными.
В 2006 году банк сконцентрировался на совершенствовании системы андеррайтинга и противодействия мошенничеству, а также запустил программу ипотечного кредитования. В 2007 году банк вышел в лидеры на рынке кредитных карт, один из первых на рынке провёл акцию 0-0-24. «Хоум Кредит» начал переходить от модели банка-монолайнера к универсальному розничному банку. Запущена программа автокредитования, началось привлечение вкладов физических лиц и выпуск дебетовых карт.
В 2008 году «Хоум Кредит» оптимизировал свою стратегию, гибко отреагировав на кризис. Банк сосредоточился на кредитах наличными и кредитах в точках продаж, свернув ипотеку и автокредитование .
В 2009 году банк вышел на рынок зарплатных проектов, развивает сеть банкоматов, предлагает клиентам услуги SMS-уведомлений и Интернет-банкинг. «Хоум Кредит» становится № 1 на рынке кредитования в точках продаж.
В 2010 году банк продолжает активную региональную экспансию, открывая банковские офисы «лёгких» форматов и используя агентсткую сеть.
В 2011 году филиальная сеть банка охватила всю Россию. Объём выдаваемых кредитов наличными впервые превысил объём POS-кредитов.
В июле 2012 года банк объявил о переходе к стратегии работы в качестве финансового магазина. По итогам года банк занял третье место на рынке кредитования физических лиц после Сбербанка и ВТБ24, а также вошёл в десятку крупнейших банков по объёму портфеля депозитов физических лиц. В 2012 году банк добился рекордной прибыли по МСФО за все время существования — более 19 млрд руб.
В январе 2013 года банк объявил о приобретении АО «Хоум Кредит Банк» (Казахстан), который также входит в группу Home Credit B.V.. В апреле «Хоум Кредит» запустил программу лояльности «Польза». В том же году клиенты «Хоум Кредит» получили возможность оформлять кредит наличными через интернет-банк без посещения офиса.
В 2016 году «Хоум Кредит» выпустил дебетовую карту с программой лояльности «Польза» — карту «Космос».

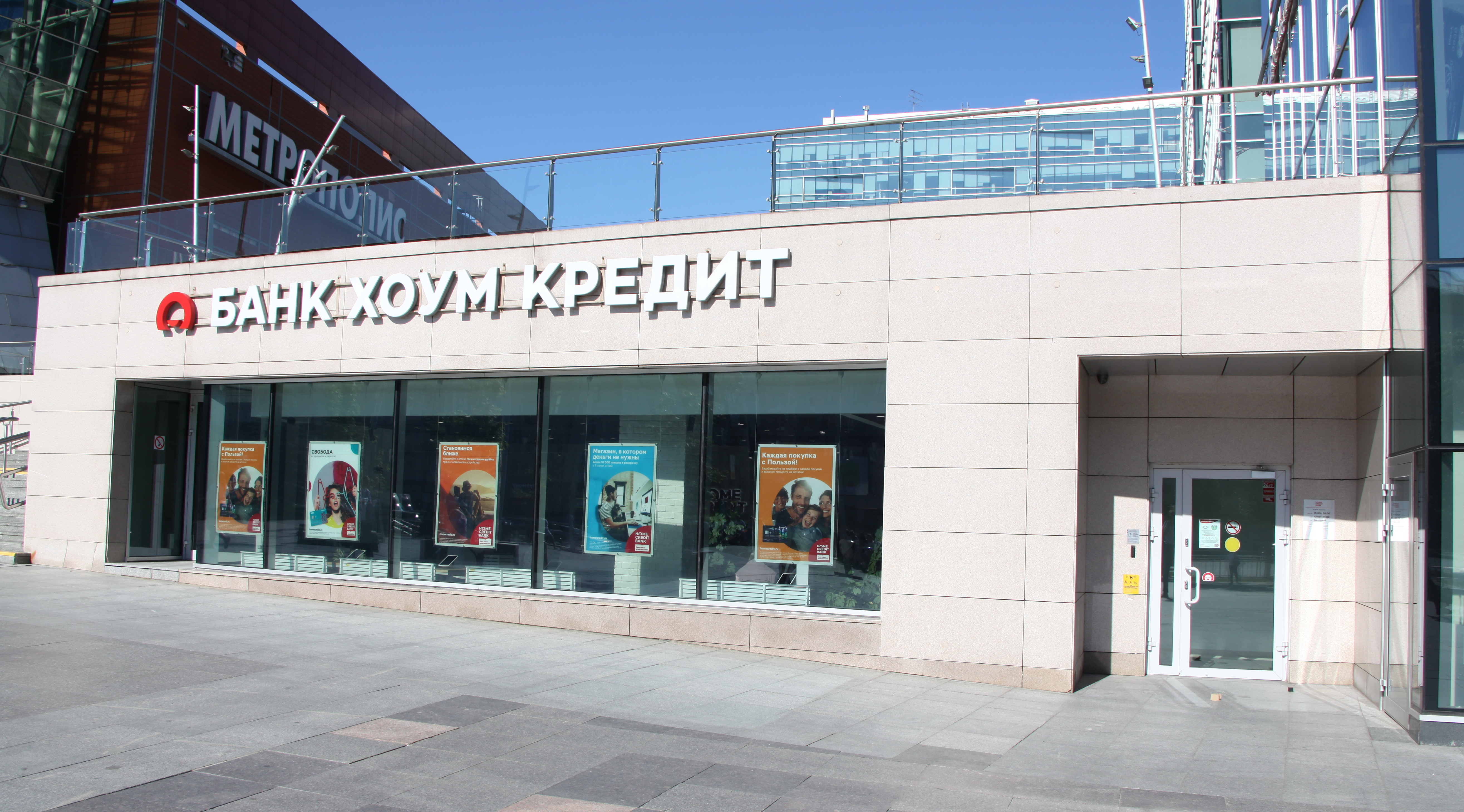
Офис банка Хоум Кредит (ХКФ) около метро Войковская в Москве

В 2017 году банк провел ребрендинг: обновил логотип и фирменный стиль. «Хоум Кредит» стал ориентироваться на более молодую аудиторию, которая предпочитает онлайн, рассрочки и «умный шоппинг». Летом 2017 года банк «Хоум Кредит» запустил первую в России онлайн-площадку «Товары в рассрочку», которая объединила товары в рассрочку от магазинов-партнёров. В 2017 году банк выпустил также карту рассрочки с возможностью платить не только в партнерской сети банка, но и в любых магазинах по выбору клиента.
В июле 2018 года банк в числе первых начал принимать биометрические данные клиентов и регистрировать их в Единой биометрической системе в рамках реализации программы «Цифровая экономика РФ». В этом же месяце был выдан кредит с полностью дистанционной идентификацией клиента. В ноябре 2018 года карта рассрочки банка получила новые опции и новое название — «Свобода». В том же году «Хоум Кредит» первым на рынке запустил выдачу кредитов наличными на карту любого российского банка.
В 2019 году банк запустил несколько новых продуктов, в том числе премиальную дебетовую карту «Польза Travel» и сервис Masspayment — систему массовой отправки платежей по зарплате для юрлиц.
В 2020 году банк продолжил развивать дистанционные сервисы — был запущен голосовой помощник «Мария», начался поэтапный переход к единому мобильному приложению «Хоум Кредит». В апреле был запущен проект кредитной карты с бесплатным обслуживанием и бонусной программой «Кредитная Польза». Осенью 2020 года был запущен проект по предоставлению рассрочки для пользователей сети «ВКонтакте», делающих покупки с помощью платёжной системы VK Pay.
В конце 2020 года был запущен сервис беспроцентных переводов с карты «Польза» на счет в «Сбербанке» по номеру телефона.
Весной 2021 года началась реструктуризация бизнеса банка. В результате были выделены три ключевых блока — ежедневный банкинг (дебетовые карты, трансакционный бизнес, депозиты, инвестиционные розничные продукты, страхование, мобильное приложение и интернет-банк), развитие цифровых партнёрств (построение цифровой платформы, основанной на партнерстве с производителями, ретейлом и финансовыми институтами) и потребительское кредитование (POS-кредиты, нецелевые кредиты наличными, обеспеченные потребительские кредиты, кредитные карты и карты рассрочки). Считается, что эта реструктуризация позволила банку оптимизировать управление и повысить прибыльность.
В феврале 2023 года было объявлено, что портфель карт рассрочки «Свобода» будет выкуплен у «Хоум Кредита» «Совкомбанком»
В марте 2023 года «Хоум кредит» был исключен из ежегодно обновляемого Центробанком реестра значимых платежных организаций.
В июне 2023 года было объявлено, что из-за смены акционеров и выхода российского банка из международной группы с 1 июля банк сменит название на «Хоум банк»
19 февраля 2024 года было объявлено о поглощении Хоумбанка Совкомбанком до конца года. За счёт сделки количество розничных клиентов Совкомбанка вырастет на 50% — до 9 млн, а розничный и депозитный портфели — на 25% и 20%, до 915 млрд и до 945 млрд рублей. В июле 2024 года было объявлено о снижении оценки банка на 13% и корректировке Совкомбанком параметров сделки. Появилась информация о планах использовать на 75 млн акций меньше относительно прежних условий. 7 апреля 2025 года было завершено поглощение Хоумбанка и он был ликвидирован путём присоединения.

## Собственники и руководство
В апреле 2022 года председателем правления банка стал Александр Антоненко, 15 июля 2022 года его на этом посту сменил Александр Скабара.
В мае 2022 года на фоне российского вторжения на Украину владевшая банком чешская группа компаний PPF подписала соглашения о продаже своих активов и дочерних компаний в России группе индивидуальных инвесторов во главе с одним из основателей и председателем совета директоров «СПб биржи» Иваном Тырышкиным. Также в рамках сделки казахстанский банк «Хоум кредит» будет продан акционерам и избранным топ-менеджерам PPF и Home Credit (сделка была закрыта в декабре 2022 года).
В июне 2022 года компания Home Credit B.V. снизила свои доли в Хоум кредит, страховой компании «Хоум кредит страхование» и микрокредитной компании «Купи не копи» до 49,5 % и утратила над ними контроль. Компания выручила за продажу акций около 26,4 млрд руб.
В начале сентября 2022 года PPF окончательно закрыла сделку по продаже оставшегося пакета акций банка «Хоум Кредит» (49,5%). Он полностью перешёл под контроль группы российских инвесторов.
| Руководитель банка        | Должность                                              | Период                       | Источники     |
| ------------------------- | ------------------------------------------------------ | ---------------------------- | ------------- |
| Александр Скабара         | Председатель правления                                 | с июля 2022 года             | [ 44 ]        |
| Александр Антоненко       | Председатель правления                                 | апрель 2022 — июль 2022 года | [ 43 ]        |
| Дмитрий Пешнев-Подольский | Главный исполнительный директор Председатель правления | октябрь 2020 — апрель 2022   | [ 51 ] [ 52 ] |
| Юрий Андресов             | Председатель правления                                 | март 2015 — октябрь 2020     | [ 53 ]        |
| Юрий Андресов             | И.о председателя правления                             | февраль 2015 — март 2015     | [ 53 ]        |
| Иван Свитек               | Председатель правления                                 | декабрь 2009 — февраль 2015  | [ 54 ]        |

## Деятельность
Банк «Хоум Кредит» активно работал на рынке розничных банковских услуг России и Казахстана (до ухода из этой страны в 2022 году). По итогам 2020 года у банка в России было около 1900 офисов различных форматов и около 107 тысяч точек продаж, в Казахстане — около 10,5 тысяч офисов и точек продаж. Сеть банкоматов в каждой стране превышает 650 устройств.
В июле 2013 года «Хоум Кредит» едва не обогнал ВТБ по объёму привлечённых от населения депозитов. За этот месяц «ХКФ Банк» привлёк более 9 млрд руб, ВТБ — около 10 млрд руб.
Согласно финансовой отчётности, составленной по международным стандартам финансовой отчётности (МСФО), по итогам 12 месяцев 2020 года чистая прибыль банка составила 8 782 млн руб. За первое полугодие 2021 года банк получил чистую прибыль в 7 362 млн руб (почти вдвое больше, чем за первое полугодие 2020).
По данным рейтингового агентства «Эксперт РА», доля просроченных кредитов у банка на 1 января 2020 года составила всего 4,2 %, что являлось одним из самых низких значений среди ТОП-10 российских банков без государственного участия.

### Основные показатели деятельности
|             | Чистая прибыль | Операционный доход | Активы     | Кредитный портфель | Собственный капитал |
| Годы        | (млн.руб.)     | (млн.руб.)         | (млн.руб.) | (млн.руб.)         | (млн.руб.)          |
| ----------- | -------------- | ------------------ | ---------- | ------------------ | ------------------- |
| 2022 (РСБУ) | ▼987           | ▼ 23 473           | ▼262 652   | н.д.               | ▼53 248             |
| 2020        | ▼8 782         | ▼42 226            | ▼287 225   | ▼213 949           | ▼84 164             |
| 2019        | ▲15 772        | ▲46 169            | ▲343 847   | ▲262 411           | ▲85 402             |
| 2018        | ▼13 809        | ▲43 145            | ▲327 790   | ▲245 354           | ▲63 086             |
| 2017        | ▲14 245        | ▲40 179            | ▲296 210   | ▲208 249           | ▲52 873             |
| 2016        | ▲7 745         | ▼39 397            | ▼237 591   | ▼170 945           | ▲43 797             |
| 2015        | ▼-8 814        | ▼43 674            | ▼267 923   | ▼178 418           | ▼39 654             |
| 2014        | ▼-4 524        | ▼69 907            | ▼338 740   | ▼244 779           | ▼52 648             |
| 2013        | ▼11 105        | ▲90 296            | ▲358 934   | ▲285 913           | ▲55 196             |
| 2012        | ▲19 056        | ▲61 576            | ▲337 816   | ▲223 803           | ▲46 823             |
| 2011        | ▲10 754        | ▲32 342            | ▲155 689   | ▲112 833           | ▼30 547             |
| 2010        | ▲9 411         | ▲24 706            | ▲101 099   | ▲75 275            | ▲33 019             |
| 2009        | ▲5 179         | ▼24 345            | ▼96 476    | ▼58 929            | ▲26 833             |
| 2008        | 3 659          | 25 920             | 113 449    | 82 014             | 20 598              |

### Рэнкинги и рейтинги
Рейтинговое агентство АКРА в 2019 году присвоило банку рейтинговую оценку A(RU), прогноз стабильный. И оценка, и прогноз были подтверждены в 2020 и 2021 годах, в мае 2022 года рейтинг был поставлен на пересмотр, прогноз развивающийся, в октябре того же года вновь подтверждён на том же уровне, прогноз стабильный. В 2023 и 2024 рейтинг был подтверждён .
Рейтинговое агентство «Эксперт РА» в 2019 году присвоило банку «Хоум Кредит»  рейтинговую оценку ruA-, прогноз стабильный, который был подтверждён в 2020 и 2021 годах. В 2022 году рейтинг был изменён на ruBBB+, прогноз стабильный, в 2023 году рейтинг подтверждён на том же уровне, затем повышен до ruA- и подтверждён в 2024 году.
Агентство Fitch в 2020 году подтвердило рейтинг банка на уровне «BB-», прогноз был повышен до «стабильный». В 2021 году агентство повысило рейтинг банка до уровня «BB», прогноз «стабильный». В марте 2022 года Fitch отозвало рейтинги российских банков и прекратило работу в России
В 2020 году банк занял 10-е место в рейтинге банков РФ по уровню цифровизации, составленного фондом «Сколково» и компанией VR_Bank.
По данным Frank Research Group, по итогам 2019 года банк занимал 1 место на рынке POS-кредитования (кредитования в точках продаж) с долей 21,8 %. На рынке кредитных карт банк занимал 10 место. На рынке нецелевых кредитов наличными банк занимал 8 место. В целом по рынку кредитования частных клиентов банк «Хоум Кредит» занимал 9 место.
В составлявшихся «Эксперт РА» ежегодных ренкингах российских банков «Хоум Кредит» занимал следующие места:
| Место в рэнкинге «Эксперт РА» | 2015 | 2016 | 2017 | 2018 | 2019 | 2020 | 2021 |
| ----------------------------- | ---- | ---- | ---- | ---- | ---- | ---- | ---- |
| По размеру активов            | 38   | 38   | 38   | 34   | 30   | 35   | 31   |

В составленном Национальным рейтинговым агентством ESG-рэнкинге публичных финансовых компаний «Хоум Кредит» получил 11,29 ESG-баллов и вошёл в пятую группу «Начальный уровень».

## ESG-повестка
С 2020 года банк проводит ESG-трансформацию своего бизнеса. В октябре 2021 года «Хоум Кредит», медиахолдинг РБК и рейтинговое агентство НКР объявили о создании Клуба ответственного бизнеса — дискуссионной площадки для компаний, следующих принципам устойчивого развития.
В качестве практических направлений реализации ESG-стратегии банк предлагает переход от пластиковых карт к цифровым картам и мобильным приложениям, снижение потребления бумаги и переход на полностью электронный документооборот, развитие финансовой грамотности и осознанного потребления, повышение уровня доступности кредитов (включая замену кредитов рассрочкой), инвестирование в «зелёные проекты» и пропаганду схемы потребления в виде подписки на те или иные услуги.

## Признание
В 2019 году банк «Хоум Кредит» вошёл в число лучших банков мира по версии американского журнала Forbes. Рейтинг был подготовлен совместно с исследовательской компанией Statista. В том же году мобильное приложение «Мой кредит» возглавило рейтинг лучших мобильных банков в категории Digital Office для частных лиц по данным отчёта Mobile Banking Rank — 2019 консалтингового агентства Markswebb, карты с программой «Польза» признали лучшими картами с программой лояльности по версии Frank RG, а дебетовая карта «Польза» стала банковской картой года по версии финансового портала «Банки.ру».
В 2020 году «Хоум Кредит» второй год подряд вошёл в число лучших банков мира по версии американского Forbes.
В 2021 году журнал Forbes включил «Хоум Кредит» в рейтинг лучших работодателей России в категории «Серебро».
В 2022 году среди лауреатов премии «Банк года - 2021» (Банки.ру) были названы кредитная карта «120 дней без процентов» (номинация «Кредитная карта года») и дебетовая карта «Польза» (номинация «Дебетовая карта года»).
В июле 2022 года банк получил премию Frank Contact Centers Award от издательской группы Frank Media в номинации «Самое высокое качество консультации в колл-центре».
В 2023 году банк стал лауреатом премии CX World Awards 2022/2023 в номинации «Лучший клиентский опыт в B2B». В номинации «Лучший клиентский опыт в контакт-центре» программа лояльности Service recovery получила премию «Высокое одобрение жюри», а лауреатом в номинации «Лучший менеджер по работе с ключевыми клиентами» стала руководитель по коммерции банка Юлия Марчук .

## Профсоюз
В конце 2009 года в банке создана первичная профсоюзная организация (ППО) общероссийского профессионального союза офисного и управленческого персонала, работников творческого и интеллектуального труда «Вместе».
В ответ на запрос «Ведомостей» относительно созданного профсоюза, пресс-служба банка направила в редакцию следующее сообщение:
«Банк активно поддерживает атмосферу открытого общения со всеми своими сотрудниками путём постоянной прямой коммуникации внутри компании. Эта атмосфера не только мотивирует и ориентирует наших сотрудников на результат, но и обеспечивает комфортные условия работы, развивает его корпоративную культуру. Процесс коммуникации с сотрудниками носит постоянный характер, является ключевым в политике банка и не зависит от наличия или отсутствия профессиональных союзов».

По признанию председателя ППО банка, реакция руководства банка на создание профессионального союза была агрессивной:
«Поскольку у банка чешские корни, я предполагал, что отношение к профдвижению должно быть скорее европейским, демократичным. Но реакция была агрессивной. Меня несколько часов прессовали в службе безопасности как на допросе в гестапо. Вызывали людей, с которыми я общался. Прямо сказали: никакого профсоюза в банке не будет — найдут повод уволить всех членов профсоюза».

## Санкции
В ноябре 2023 года, из-за вторжения России на Украину, банк попал под блокирующие санкции Минфина США — Управление по контролю за иностранными активами (OFAC), которое отвечает за правоприменение в области санкций, внесло ООО «ХКФ Банк» в SDN list за «деятельность в секторе финансовых услуг в экономике России». Банку и любым структурам, в которых он владеет более чем 50%, будет запрещено иметь дело с американскими физлицами и компаниями.

## Критика
В 2006 году Роспотребнадзор по результатам проверки жалобы заёмщика предъявил банку «Хоум кредит» претензию о взимании комиссии за открытие ссудного счёта по договору потребительского кредита. Арбитражный суд подтвердил обоснованность претензий Роспотребнадзора. В дальнейшем под влиянием рынка, а также сложившейся судебной практики, банк отказался от взимания комиссий за открытие и ведение ссудного счёта.
Роспотребнадзор также предъявлял претензии к банку о включении в кредитный договор условия о договорной подсудности по месту нахождения банка в Москве. Следуя складывающейся судебной практике, в 2010 году условия договорной подсудности были также изменены банком.